# Tabanus rubriscutatus
Tabanus rubriscutatus är en tvåvingeart som beskrevs av Schuurmans Stekhoven 1926. Tabanus rubriscutatus ingår i släktet Tabanus och familjen bromsar. Inga underarter finns listade i Catalogue of Life.